# Robert Rees
Robert Rees, rovněž známý pod pseudonymem Eos Morlais, (5. dubna 1841 – 5. června 1892) byl velšský operní pěvec – tenorista. Narodil se v jihovelšské vesnici Dowlais. Jeho otec Hugh zemřel, když bylo Reesovi osm let. Zanedlouho zemřela i jeho matka Margaret. V devíti letech začal pracovat v uhelném dolu. Na počátku své kariéry si zvolil pseudonym Eos Morlais (podle řeky Moralis protékající jeho rodištěm). Často vystupoval na festivalu National Eisteddfod. Zemřel ve svém domě ve Swansea ve věku 51 let.